# Pollex (bướm đêm)
Pollex là một chi bướm đêm thuộc họ Erebidae.

## Các loài
- Phụ chi Bilobiana Fibiger, 2007
  - Nhóm loài flavimacula:
    - Pollex laosi Fibiger, 2007
    - Pollex flavimacula Fibiger, 2007
    - Pollex parunkudai Fibiger, 2007
    - Pollex diehli Fibiger, 2007
    - Pollex abovia Fibiger, 2007
    - Pollex kangeani Fibiger, 2007
    - Pollex lomboki Fibiger, 2007
    - Pollex silaui Fibiger, 2007
    - Pollex balabaci Fibiger, 2007
    - Pollex newguineai Fibiger, 2007
    - Pollex utarai Fibiger, 2007
    - Pollex sulawesii Fibiger, 2007
    - Pollex merisulawesii Fibiger, 2007
    - Pollex modus Fibiger, 2008

  - Nhóm loài speideli:
    - Pollex philippini Fibiger, 2007
    - Pollex lobifera (Hampson, 1926)
    - Pollex sapamori Fibiger, 2007
    - Pollex poguei Fibiger, 2007
    - Pollex speideli Fibiger, 2007
    - Pollex parabala Fibiger, 2007
    - Pollex mindai Fibiger, 2007
    - Pollex angustiae Fibiger, 2007

  - Nhóm loài schintlmeisteri:
    - Pollex schintlmeisteri Fibiger, 2007

  - Nhóm loài bulli:
    - Pollex oculus Fibiger, 2007
    - Pollex bulli Fibiger, 2007
    - Pollex taurus Fibiger, 2007

  - Nhóm loài hamus:
    - Pollex hamus Fibiger, 2007
    - Pollex sansdigit Fibiger, 2007

  - Nhóm loài spina:
    - Pollex flax Fibiger, 2007
    - Pollex paraspina Fibiger, 2007
    - Pollex spina Fibiger, 2007

  - Nhóm loài diabolo:
    - Pollex diabolo Fibiger, 2007

  - Nhóm loài spastica:
    - Pollex spastica Fibiger, 2007

  - Nhóm loài mindanaoi:
    - Pollex mindanaoi Fibiger, 2007

  - Nhóm loài dumogai species-group:
    - Pollex dumogai Fibiger, 2007

  - Nhóm loài circulari:
    - Pollex kononenkoi Fibiger, 2007
    - Pollex palopoi Fibiger, 2007
    - Pollex circulari Fibiger, 2007
    - Pollex pouchi Fibiger, 2007
- Subgenus Proma Fibiger, 2007
  - Nhóm loài jurivetei:
    - Pollex lafontainei Fibiger, 2007
    - Pollex archi Fibiger, 2007
    - Pollex jurivetei Fibiger, 2007
    - Pollex serami Fibiger, 2007

  - Nhóm loài maxima:
    - Pollex maxima Fibiger, 2007
    - Pollex paramaxima Fibiger, 2007

  - Phụ chi Pollex Fibiger, 2007
    - Pollex crispus Fibiger, 2007
    - Pollex furca Fibiger, 2007